# Latinxua Sin Wenz

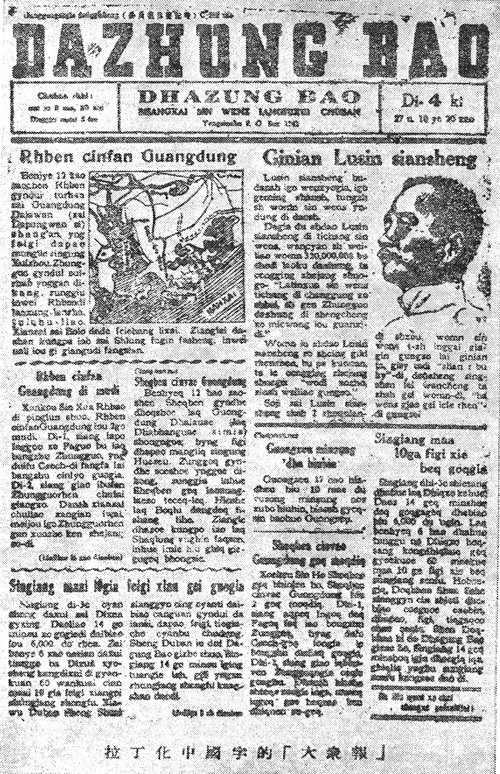
Una questione di Dazhung Bao (大眾报, Dazhong Bao), Quotidiano pubblicato in Latinxua nel 1932

Latinxua Sin Wenz (cinese: 拉丁化新文字S, Lādīnghuà Xīn WénzìP; conosciuto anche come Sin Wenz, Latinxua Sinwenz, Zhongguo Latinxua Sin Wenz, Beifangxua Latinxua Sin Wenz o Latinxua) è un sistema, poco utilizzato, volto alla romanizzazione del cinese. Di solito i toni non erano inclusi, in quanto già compresi nel testo.
La romanizzazione del cinese, è stato originariamente sviluppato dall'Unione Sovietica e utilizzato dagli immigrati cinesi, finché la maggior parte di loro hanno lasciato il paese. Successivamente, è stato ripreso per qualche tempo nel nord della Cina, dove è stato utilizzato in oltre 300 pubblicazioni, con la nascita della Repubblica Popolare Cinese non venne più usato.

## Descrizione
Gran parte del Sin Wenz è simile al Pinyin nella sua ortografia. Altre differenze includono l'utilizzo di "x" per entrambi i suoni [h] e [ɕ], così i caratteri画(pinyin: Hua) e下(pinyin: Xia) sono scritte come "XUA" e "xia".

### Iniziali
|                      | Consonante bilabiale | Consonante bilabiale | Consonante labiodentale | Consonante alveolare | Consonante alveolare | Consonante retroflessa | Consonante retroflessa | Consonante alveolo-palatale | Consonante alveolo-palatale | Consonante velare | Consonante velare |
| Consonante occlusiva | b [p]                | p [pʰ]               |                         | d [t]                | t [tʰ]               |                        |                        |                             |                             | g [k]             | k [x]             |
| Consonante nasale    | m [m]                |                      | n [n]                   |                      |                      |                        |                        |                             |                             |                   |                   |
| Consonante laterale  |                      |                      |                         | l [l]                |                      |                        |                        |                             |                             |                   |                   |
| Consonante affricata |                      |                      |                         | z [ts]               | c [tsʰ]              | zh [tʂ]                | ch [tʂʰ]               | g (j) [tɕ]                  | k (q) [tɕʰ]                 |                   |                   |
| Consonante fricativa |                      |                      | f [f]                   | s [s]                | sh [ʂ]               | rh (r) [ʐ/ɻ]           | x [ɕ]                  | x (h) [h]                   |                             |                   |                   |

Sin Wenz espone alcuni intercambiabilità tra alveolo-palatale g, k, x (j, q, x in pinyin) con Z, C, S. Ad esempio,新(pinyin: Xin; "nuovo") può essere scritta come xin o sin in Sin Wenz.

### Finali
| Nucleo | Coda | Medio      | Medio         | Medio      | Medio               |
| Nucleo | Coda | Ø          | i             | u          | y                   |
| ------ | ---- | ---------- | ------------- | ---------- | ------------------- |
| a      | Ø    | a [a]      | ia [ia]       | ua [ua]    |                     |
| a      | i    | ai [ai]    |               | uai [uai]  |                     |
| a      | u    | ao [au]    | iao [iau]     |            |                     |
| a      | n    | an [an]    | ian [iɛn]     | uan [uan]  | yan (uan) [yɛn]     |
| a      | ŋ    | ang [aŋ]   | iang [iaŋ]    | uang [uaŋ] |                     |
| ə      | Ø    | e/o1 [ɤ]   | ie [ie]       | uo [uo]    | ye/yo1 (üe/ue) [ye] |
| ə      | i    | ei [ei]    |               | ui [uei]   |                     |
| ə      | u    | ou [ou]    | iu/iou2 [iou] |            |                     |
| ə      | n    | en [ən]    | in [in]       | un [uən]   | yn (un) [yn]        |
| ə      | ŋ    | eng [əŋ]   | ing [iŋ]      | ung3 [ʊŋ]  | yng (iong) [iʊŋ]    |
| ə      | ɻ    | r (er) [ɚ] |               |            |                     |
| Ø      | Ø    | -4 (i) [ɨ] | i [i]         | u [u]      | y (ü/u) [y]         |